# Alburnus sarmaticus
Alburnus sarmaticus е вид лъчеперка от семейство Шаранови (Cyprinidae). Видът е застрашен от изчезване.

## Разпространение
Видът е разпространен в европейските реки Южен Буг, Днепър, Купа, Дунав (в Румъния, Украйна и България) и в горния приток на река Сава в Хърватия и Словения.